# تشارلز نوبل
تشارلز نوبل (9 فبراير 1850 - 8 مارس 1927) (بالإنجليزية: Charles Noble)‏ هو لاعب كريكت بريطاني.